# Medaglia di benemerenza per l'emergenza Etna
La medaglia di benemerenza per l'emergenza Etna è una ricompensa italiana, istituita il 28 giugno 1992 dal Ministro per il coordinamento della protezione civile, Nicola Capria, per tributare un tangibile riconoscimento a quanti, appartenenti a corpi civili o militari sia italiani che stranieri e a gruppi di volontari, prodigandosi con vivo spirito di sacrificio ed abnegazione, sono stati impegnati a fronteggiare lo stato di emergenza nel territorio interessato dal fenomeno eruttivo dell'Etna iniziato il 14 dicembre 1991.
Il riconoscimento consiste in un diploma di benemerenza con medaglia commemorativa.

## Criteri di eleggibilità
La distinzione è stata concessa al personale civile, militare, italiano e straniero e volontario, nonché a quello appartenente ad enti, corpi ed organizzazioni pubbliche e private purché abbia operato nelle zone dell'emergenza per almeno sette giorni consecutivi compresi nel periodo dal 14 dicembre 1991 al 27 maggio 1992.
Il diploma con medaglia può essere concesso anche ad enti, corpi ed organismi pubblici, italiani e stranieri, ovvero associazioni di volontariato che abbiano operato analogamente.
Viene rilasciato dal Dipartimento della Protezione Civile sulla base di atti ufficiali in suo possesso, ovvero su segnalazione delle autorità competenti.

## Insegne
Si tratta di un disco in bronzo patinato del diametro di 35 millimetri con attacco a nastro, del peso di 22 grammi circa, che riporta in rilievo:
sul rectoal centro, due mani che si stringono; in alto l'emblema rappresentativo del Dipartimento della protezione civile;
sul versoin alto, l'emblema della Repubblica Italiana e su tre righe le diciture: «EMERGENZA ETNA 1991-1992», con carattere dritto e «BENEMERENZA» con carattere corsivo; lungo il bordo la scritte: in corsivo «Presidenza del Consiglio dei Ministri» e con caratteri dritti 1/3 più grandi «Dipartimento della protezione civile».
Il relativo nastro è di seta con i colori in verticale della bandiera italiana e dell'emblema rappresentativo del Dipartimento della protezione civile secondo la seguente successione: verde, bianco, rosso, giallo, celeste, verde, bianco, rosso.
Il diploma è in carta solarizzata delle dimensioni cm 29,7 x 42, con un bordo verde, bianco e rosso lungo la fascia perimetrale, ha come sfondo l'emblema del Dipartimento della protezione civile in celeste chiaro.